# Ljudmila Vodinelić
Ljudmila Vodinelić (Ližnjan kraj Pule, 22. rujna 1904. – Umag, 31. srpnja 2004.), hrv. učiteljica, narodnjakinja.  Žrtva jugokomunističkih podmetanja, premda pripadnica pokreta otpora, NOP ju je kao i slične narodnjake sumnjičio i zlostavljao, zbog njena neslaganja s komunističkim idejama, zbog povezanosti sa svećenstvom i domoljublja.

## Životopis
Rođena u Ližnjanu. Podrijetlom je iz narodnjačke obitelji. Ratne godine (1915. – 18.) provela je s obitelji u izbjeglištvu u Češkoj, a 1927. završila je talijansku učiteljsku školu u Zadru. Za vrijeme fašističke vladavine dijelila je i raspačavala hrvatske knjige koje je pod vodstvom Bože Milanovića u Trstu izdavala Družba sv. Mohora za Istru. Bila je tajna suradnica Družbe i članica tršćanskoga društva Edinost za politički, kulturni i gospodarski napredak istarskih Hrvata i Slovenaca. Budući da je kao talijanska učiteljica a dosljedna hrvatska rodoljupka vlastima bila nepoćudna, do 1943. premještana je desetak puta. Iz ideoloških razloga nije se aktivno uključila u narodnooslobodilački pokret. Nakon kapitulacije Italije samoinicijativno je u talijansku školu uvela hrvatski jezik. 
Kad je početkom 1945. kao narodnjakinja otvorila hrvatsku školu u Ližnjanu, partizani su je ožigosali kao ustaškinju i narodnu neprijateljicu, a Nijemcima lažno prijavili kao suradnicu pokreta. Dospjela je u zatvor zajedno sa sestrom Marijom, također učiteljicom. U Trstu ju je Božo Milanović uspio spasiti, dok je njezina sestra bila odvedena u njemački logor. Potkraj travnja 1945. Ljudmilu su uhitili partizani, ali se nekažnjena i rehabilitirana mogla vratiti kući i nastaviti raditi. Od srpnja 1945. do umirovljenja 1963. djelovala je kao hrvatska i talijanska učiteljica. Dobila je desetak odličja, povelja, zahvala i priznanja, među ostalim Orden rada Savezne vlade u Beogradu 1952. »zbog prosvjetno-rodoljubnog rada u fašističkoj eri« te povelju općine Ližnjan 1996. kao »zaslužna Ližnjanka«.